# Nikhil Kumar
Nikhil Kumar (ur. 8 czerwca 2004) – amerykański szachista, mistrz międzynarodowy od 2021 roku.

## Kariera szachowa
W 2016 roku zdobył mistrzostwo świata juniorów do lat 12 w szachach, pokonując arcymistrza Rameshbabu Praggnanandhaa.
Najwyższy ranking w dotychczasowej karierze osiągnął 1 lutego 2017 roku, z wynikiem 2479 punktów.